# Zabardowice
Zabardowice – wieś w Polsce położona w województwie dolnośląskim, w powiecie oławskim, w gminie Oława.

## Podział administracyjny
W latach 1975–1998 miejscowość administracyjnie należała do województwa wrocławskiego.

## Zabytki
Do wojewódzkiego rejestru zabytków wpisany jest:
- zespół pałacowy:
  - pałac, trzykondygnacyjny pałac murowany z kamienia łamanego i cegły został zbudowany na planie prostokąta w końcu XIX w., ale początki zabudowy pałacowej sięgają jeszcze XVI w. Budynek wielokrotnie zmieniał właścicieli[5]. Przed 1902 r. pałac przejęła cukrownia Zuckerfabrik Neugebauer & Co. z Brzegu i prawdopodobnie do końca II wojny światowej kompleks był częścią majątku tej firmy. Potem wkroczyła tam Armia Czerwona, a od lat 50. XX wieku pałac wraz z przyległościami należał do Państwowego Gospodarstwa Rolnego w Polwicy[5]. Pod upadku PGR-ów przejęła go Agencja Nieruchomości Rolnych (ANR). Budynek pałacu nakrywa mansardowy dach z lukarnami i szczytami wolutowymi. Warto zwrócić uwagę na kamienne obramowania okien, które świadczą o renesansowym pochodzeniu obiektu. W dwóch salach w północnej części pałacu zachowały się sklepienia kolebkowe z lunetami. ANR w maju 2013 r. sprzedała kompleks pałacowo-parkowy[5].
  - park, z drugiej połowy XIX w.